# Gerard de Montforte
Gerard de Montforte fou un heretge que junt amb els seus seguidors predicava l'austeritat, la carestia i la renúncia de qualsevol propietat terrenal. Aquests conceptes eren diametralment oposats a l'església establerta a la Toscana de principis del segle xi. L'any 1030 foren cremats a la foguera a Milà.